# Pendel
Ein Pendel, auch Schwerependel (früher auch Perpendikel, von lat. pendere „hängen“) ist ein Körper, der, an einer Achse oder einem Punkt außerhalb seines Massenmittelpunktes drehbar aufgehängt, aufgrund der Schwerkraft um seine eigene Ruheposition schwingen kann. Seine einfachste Ausführung ist das Fadenpendel, das aus einem an einem Faden aufgehängten Gewicht besteht und baulich einem Schnurlot gleicht. In diesem Sinne keine Pendel sind das Federpendel und das Torsionspendel.
Eine Eigenschaft des Schwerependels ist, dass seine Schwingungsdauer nur von der Länge des Fadens (genauer: dem Abstand zwischen Aufhängung und Schwerpunkt des Pendelkörpers), nicht aber von der Art, Gestalt oder Masse des Pendelkörpers abhängt; auch fast nicht von der Größe der maximalen Auslenkung, vorausgesetzt, diese bleibt auf wenige Winkelgrad beschränkt. Dies wurde erstmals von Galileo Galilei festgestellt und nach den vertiefenden Untersuchungen durch Christiaan Huygens zur Regulierung der ersten genauen Uhren verwendet. Ein Sekundenpendel hat, je nach geografischer Breite des Standorts, eine Länge zwischen 99,1 und 99,6 cm.

## Grundlagen

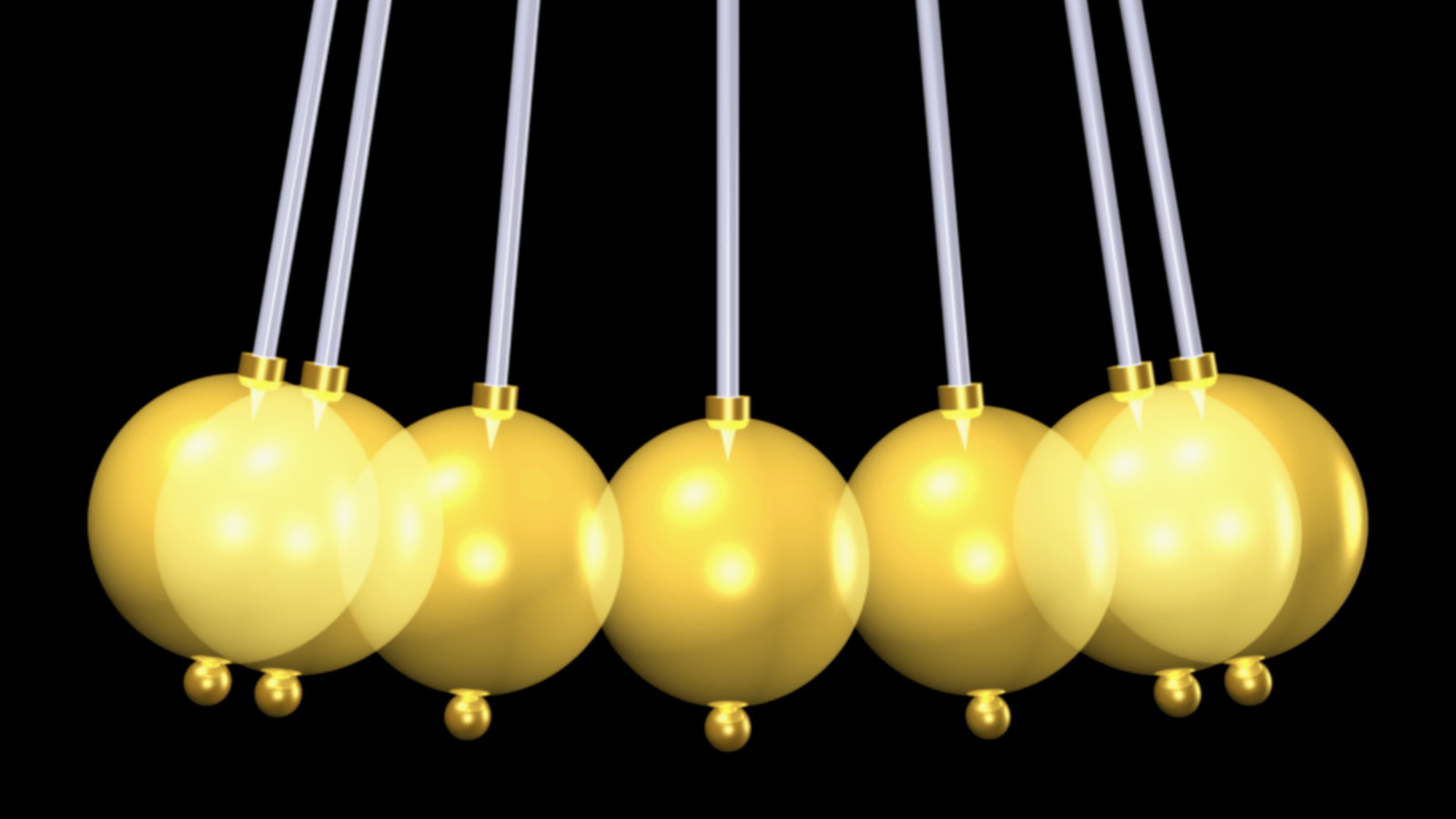
Bewegung des Pendels

Das Pendel besteht meist aus einem Band oder einem Stab, der am freien Ende mit einer Masse beschwert ist. Bringt man ein solches Pendel aus seiner vertikalen Ruhelage, schwingt es unter dem Einfluss der Schwerkraft zurück und wird, solange keine Dämpfung erfolgt, symmetrisch zwischen den Scheitelpunkten als Umkehrpunkt der Bewegung um die tiefstmögliche Position des Massenmittelpunktes – die Ruheposition – weiterschwingen. Beim Schwingen wird die potentielle Energie der Masse in kinetische Energie und wieder zurückverwandelt. In der Ruheposition liegt die gesamte Energie der Schwingung als kinetische Energie vor, am Scheitelpunkt als potentielle Energie. Im zeitlichen Mittel ist die Energie gemäß dem Virialsatz zu gleichen Teilen in kinetische und potentielle Energie aufgeteilt.
Die Regelmäßigkeit der Schwingungsperiode eines Pendels wird bei mechanischen Pendeluhren genutzt. Ihre Pendel müssen, sollen sie genau gehen, möglichst kleine und konstante Amplituden zurücklegen.
Man unterscheidet mathematische Pendel von physikalischen Pendeln:
Das ebene mathematische Pendel und das sphärische Pendel sind idealisierende Modelle zur allgemeinen Beschreibung von Pendelschwingungen. Dabei wird angenommen, dass die gesamte Masse des Pendels in einem Punkt vereinigt vorliegt, der einen festen Abstand vom Aufhängepunkt hat. Ein solches Pendel wird näherungsweise durch ein Fadenpendel realisiert. Das physikalische Pendel unterscheidet sich vom mathematischen Pendel, indem bei ihm die Form und Größe des Pendelkörpers berücksichtigt wird, weshalb das Verhalten physikalischer Pendel eher dem von realen Pendeln entspricht. So ist beispielsweise die Periodendauer eines Stangenpendels, bei dem ein Pendelkörper an einer Stange – dessen Länge mit einer Stellschraube verändert werden kann – mit endlicher Masse hängt, stets kürzer als die Periodendauer eines gleich langen mathematischen Pendels, bei dem die Masse der Aufhängung vernachlässigt werden kann. Für kleine Auslenkungen vereinfacht sich die Betrachtung der Bewegung des Pendels: Da hier die rückstellende Kraft näherungsweise proportional zur Auslenkung ist, handelt es sich um einen harmonischen Oszillator.
Mit dem Foucaultschen Pendel konnte die Erdrotation nachgewiesen werden: Die Corioliskraft wirkt von außen auf das Pendel, indem sie seine Schwingungsebene verändert und es von Schwingung zu Schwingung in einem wiederkehrenden Muster ablenkt.

## Hintergrund

### Theorie: Harmonischer Oszillator
Das Pendel ist bei kleinen Auslenkungen eine gute Näherung eines mechanischen harmonischen Oszillators. Bei großer Auslenkung sind die Schwingungen zwar stetig, aber nicht mehr harmonisch. Der harmonische Oszillator ist ein bedeutendes Modellsystem in der Physik, da es ein geschlossen lösbares System darstellt. Es ist dadurch charakterisiert, dass eine Kraft proportional zur Auslenkung entgegen der Auslenkungsrichtung wirkt. Mit der Auslenkung {\displaystyle \varphi }, der zweiten Ableitung nach der Zeit {\displaystyle {\tfrac {\mathrm {d} ^{2}}{\mathrm {d} t^{2}}}} und der Kennkreisfrequenz {\displaystyle \omega _{0}} gilt also:
{\displaystyle {\frac {\mathrm {d} ^{2}\varphi }{\mathrm {d} t^{2}}}=-\omega _{0}^{2}\varphi }
Die Lösung dieser Gleichung ist periodischer Natur, die abhängig von den physikalischen Anfangsbedingungen als Summe einer Sinus- und Kosinusfunktion geschrieben werden kann:
{\displaystyle \varphi (t)=A\sin(\omega _{0}t)+B\cos(\omega _{0}t)}.
Wenn es auf die Phase nicht ankommt, kann man {\displaystyle \varphi (0)=0} setzen und erhält
{\displaystyle \varphi (t)=\varphi _{\mathrm {max} }\sin(\omega _{0}t)},
wobei {\displaystyle \varphi _{\mathrm {max} }} die Auslenkung des Pendels am Umkehrpunkt ist.
Die Bewegung, die ein harmonischer Oszillator beschreibt, heißt harmonische Schwingung. Nicht der strengen Definition des harmonischen Oszillators folgend, werden teilweise auch gedämpfte harmonische Oszillatoren als solche bezeichnet. Diese sind derart modelliert, dass die Amplitude, die maximale Auslenkung, der Schwingung mit der Zeit kleiner wird.

### Mathematisches und physikalisches Pendel

Schwingung eines Fadenpendels

Das mathematische Pendel ist das einfachste Modell eines Pendels: Ein Massenpunkt ist an einem masselosen, starren Faden aufgehängt und kann sich entsprechend nur in zwei Dimensionen auf einer Kreisbahn um die Aufhängung bewegen. Sein einziger Freiheitsgrad ist die Auslenkung um eine Gleichgewichtslage oder Ruheposition und die Gewichtskraft wirkt als rückstellende Kraft auf den Massenpunkt. Bei hinreichend kleiner Auslenkung kann das mathematische Pendel als harmonischer Oszillator beschrieben werden. Die Kreisfrequenz hängt dabei nur von der Fadenlänge {\displaystyle l} und der Erdbeschleunigung {\displaystyle g} ab:
{\displaystyle \omega ={\sqrt {\frac {g}{l}}}}
Die Verallgemeinerung des mathematischen Pendels in drei Dimensionen heißt sphärisches Pendel. Dessen gekoppeltes Gleichungssystem besitzt keine einfache allgemeine Lösung mehr.
Das physikalische Pendel berücksichtigt im Gegensatz zum mathematischen Pendel die Ausdehnung des Pendelkörpers und die Masse des Fadens. Die Kreisfrequenz des physikalischen Pendels hängt entsprechend auch von seiner Masse {\displaystyle m} und seinem Trägheitsmoment {\displaystyle I} ab, während {\displaystyle l} als Abstand des Schwerpunkts von der Aufhängung präzisiert werden muss:
{\displaystyle \omega ={\sqrt {\frac {mgl}{I}}}}
{\displaystyle I} ist das Trägheitsmoment bei Rotation um den Aufhängepunkt.
Die Formel gilt ebenfalls nur bei kleiner Auslenkung.

### Anisochronismus
Die Kreisfrequenz {\displaystyle \omega } bzw. die Schwingungsdauer {\displaystyle T={\tfrac {2\pi }{\omega }}} ist nur näherungsweise von der maximalen Pendelauslenkung {\displaystyle \varphi _{\mathrm {max} }} unabhängig, denn das rückstellende Moment, das die Schwerkraft auf das Pendel ausübt, ist nicht proportional zu {\displaystyle \varphi }, sondern zu {\displaystyle \sin \varphi }. Darum tritt Anisochronismus auf: eine Pendeluhr geht umso langsamer, je größer der Pendelausschlag {\displaystyle \varphi _{\mathrm {max} }} wird. Für nicht zu große {\displaystyle \varphi _{\mathrm {max} }} kann die Periodendauer abhängig vom Pendelausschlag zu
{\displaystyle T(\varphi _{\mathrm {max} })\approx T_{0}\left(1+{\frac {1}{16}}\varphi _{\mathrm {max} }^{2}\right)}
berechnet werden, wobei {\displaystyle \varphi _{\mathrm {max} }} im Bogenmaß einzusetzen ist.

## Gekoppelte Pendel
Bei zwei gekoppelten Pendeln üben zwei Pendel eine von beiden Auslenkungen abhängige Kraft aufeinander aus. Zum Beispiel verbindet man zwei gleiche Fadenpendel durch eine Feder miteinander, um im Demonstrationsexperiment die Eigenschwingungen und das Phänomen der Schwebung zu beobachten. Gebundene Atome (z. B. in einem Molekül oder in einem Festkörper) können oft näherungsweise durch ein Modell von vielen gekoppelten Pendeln beschrieben werden. Mehr als zwei gekoppelte Pendel können komplexe Schwingungsmuster zeigen, wenn die Grundschwingung von anders geformten Eigenschwingungen (oder Schwingungsmoden) mit höheren Eigenfrequenzen überlagert wird.
Beim Doppelpendel wird an der Masse eines Pendels ein zweites Pendel angebracht. Es dient unter anderem der Demonstration von chaotischen Prozessen, da die Bewegung chaotisch sein kann.

## Federpendel
Federpendel sind keine Pendel im eigentlichen Sinne, denn sie verfügen im Unterschied zum Schwerkraftpendel über eigene Rückstellkräfte, die von der Schwerkraft unabhängig sind.
Es gibt u. a. folgende Varianten:
- Der lineare Federschwinger (auch Federpendel) nutzt die Rückstellkraft einer gespannten Schraubenfeder. Bei horizontalen Federschwingern schwingt eine Masse waagerecht zwischen zwei gespannten Federn.
- Drehschwinger führen eine Kreisbewegung aus und besitzen ein Torsionsträgheitsmoment:
  - Das Torsionspendel (Drehpendel) schwingt an einem sich verdrehenden, d. h. unter Torsionsmoment stehenden Draht oder Band.
  - Drehschwinger mit Spiralfeder (z. B. Unruh) nutzen die rückstellende Kraft einer Spiralfeder.

## Anwendungen
- Mithilfe des Foucaultschen Pendels kann die Erdrotation sichtbar gemacht werden.
- Nur etwa 1,5 cm kurze Pendel dienen in Automatikgurten von Autos dem Detektieren von starker Horizontalbeschleunigung binnen kurzem Weg und Auslösen der Arretierung (neben zwei Fliehkraft-Klinken an der Spule).
- Kletterer an einem Sicherungsseil hängend können sich durch wiederholtes Abstoßen zum Pendeln bringen, um seitlich versetzt eine Position zum Weiterklettern zu erreichen. Andererseits birgt ein Sturz in ein nach oben schräg verlaufendes Seil die Gefahr des Auspendelns und Anschlagens am Fels.
- Sensoren, die ein Rücken oder Kippen eines Gegenstandes detektieren, etwa um Diebstahl anzuzeigen, enthalten im einfachsten Fall ein Pendel mit einem elektrischen Schleifkontakt in Neutralposition.
- Schlagpendel dienen der Bestimmung der Kerbschlagzähigkeit und anderer Festigkeitsgrößen von Materialien oder Werkstücken.
- Die Abrissbirne soll insbesondere senkrechte Mauern und Beton durch waagrechten Stoß demolieren. Es gibt auch Rammböcke, die an 2 Pendelarmen hängen, deren obenliegende Griffe von 4 Personen geführt werden.
- Eine an einem Tau pendelnd zur Schiffsbordwand schwingende Flasche soll bei einer Schiffstaufe zerschellen.
- Eine Schaukel ist ein an zwei Seilen oder Ketten aufgehängtes Sitzbrett (oder eine Stange) für Vergnügungs- oder Artistikzwecke.
- Die Schiffsschaukel im Vergnügungspark, ein starres Pendel mit Gondel, wird von den darin stehenden Personen mit Körperkraft und -schwung aufgeschaukelt.
- Die Künstlerin Carolee Schneemann „zeichnet kinetisch“ an einem Seil hängend.[3]
- Tänzer an Sicherungsseilen mit selbst einhändig bedienbaren Abseilgeräten können an einer etwa vertikalen Wand durch Laufen und Abstoßen seitliches Pendeln auslösen, sich schrittweise ablassen und damit ein weithin sichtbares Ballett vollführen.
- Pendeln spielt eine Rolle bei der Akrobatik am Trapez und Vertikaltuch sowie beim Turnen an Ringen und am Kletterseil.
- Das Balancieren eines Stabs oder einer Leiter ist das Führen eines starren umgekehrten Pendels alleine durch Unterstützen an einem Punkt.
- Das Riefler-Pendel steigerte die Ganggenauigkeit von Pendeluhren auf besser als eine Zehntelsekunde pro Tag.
- Die Pendelfigur ist ein Spielzeug.
- In der Esoterik ist das siderische Pendel zu finden.